# Maison de Condé
Pour les articles homonymes, voir Condé.
 (juillet 2024).
Si vous disposez d'ouvrages ou d'articles de référence ou si vous connaissez des sites web de qualité traitant du thème abordé ici, merci de compléter l'article en donnant les références utiles à sa vérifiabilité et en les liant à la section « Notes et références ».
La maison capétienne de Bourbon-Condé est une branche cadette de la maison de Bourbon.  
Elle est fondée par Louis Ier (1530-1569), prince de Condé et prince du sang en 1546, cinquième fils de Charles IV, duc de Vendôme et aîné de la maison de Bourbon. Le prince Louis Ier était le frère d'Antoine, roi de Navarre et père du roi Henri IV. Cette maison s'éteint le 27 août 1830, à la mort, au château de Saint-Leu, du prince Louis VI, prince de Condé et père du duc d’Enghien, mort sans enfant en 1804. 
La maison de Condé a donné naissance en 1629 à la maison de Conti, issue d'Armand de Bourbon, prince de Conti, éteinte le 13 mars 1814 à la mort de Louis-François-Joseph de Bourbon, prince de Conti, et à la maison de Soissons, issue de Charles de Bourbon, comte de Soissons, éteinte le 3 juin 1692, à la mort de Marie, comtesse de Soissons.

## Titres et armes

Armes de la maison de Condé de 1546 à 1588.

Armes de la maison de Condé à partir de 1588 à 1830.

Armes de l'héritier de la maison de Condé à partir de 1588 à 1830.

En tant que princes du sang issus de Louis Ier, petit-fils de France, duc de Bourbon, les membres de la maison de Condé ont le droit à la qualification d'altesse sérénissime puis d'altesse royale à partir du 21 septembre 1824, sur décision du roi Charles X.
À partir du 9 mai 1590 (titre crée officiellement en 1595), en tant qu'aînés des princes du sang, les princes de Condé portent le titre de premier prince du sang. Les princes de Condé auraient dû perdre ce titre le 4 août 1703, à la naissance de Louis Ier, duc de Chartres, premier fils de Philippe d'Orléans, petit-fils de France. Toutefois, le roi Louis XIV décide de le leur laisser jusqu'à la mort du prince Henri III, le 1er avril 1709. En tant qu'aîné, il a le droit à l'appellation de « Monsieur le Prince » et son fils aîné, titré « duc d'Enghien », à celle de « Monsieur le Duc ». 
La maison de Condé a porté les titres de noblesse suivants :
- prince de Condé (1er avril 1546-27 août 1830) ;
- prince de Conti (1581-13 mars 1814) ;
- prince de La Roche-sur-Yon (4 avril 1661-1770) ;
- duc d'Albret (1607-1651) ;
- duc de Bellegarde (1646-27 août 1830) ;
- duc de Bourbon, porté par le fils aîné du prince de Condé (1661-27 août 1830) ;
- duc de Châteauroux (1616-1737) ;
- duc d'Enghien, porté par le fils aîné du prince de Condé puis par le fils aîné du duc de Bourbon, lui-même fils aîné du prince de Condé (1557-15 mars 1569 et septembre 1689-27 août 1830)[1] ;
- duc de Fronsac (1646-1674) ;
- duc de Guise (3 mars 1688-27 août 1830) ;
- duc de Mercœur (1723-1770) ;
- duc de Montmorency (1633-septembre 1689)[2] ;
- marquis de Conti (19 août 1558-1581) ;
- marquis de Graville ;
- comte d'Alais (1703-1704 et 1722-1730) ;
- comte de Charolais (1684-1760) ;
- comte de Clermont-en-Argonne (15 juin 1709-16 juin 1771) ;
- comte de Clermont-en-Beauvaisis (1672-13 mars 1814) ;
- comte de Dreux (1594-1656 et 1712-1753) ;
- comte de la Marche ;(1673-13 mars 1814)
- comte de Sancerre (1640-1775) ;
- comte de Soissons (1557-3 juin 1692) ;
- comte de Vallery ;
- seigneur de Beaugé ;
- seigneur de Chantilly (1632-27 août 1830) ;
- seigneur de Château-Chinon ;
- seigneur de Château-Renault ;
- seigneur de L'Isle-Adam (1632-1783) ;
- seigneur de Montluel, etc.

## Liste des princes de Condé
| Portrait | Nom       | Date de « règne »            | Notes | Armoiries |  |
| -------- | --------- | ---------------------------- | --- | --------- |  |
|          | Louis Ier | (1530-1569) (environ 39 ans) | |           |  |
|          | Henri Ier | (1569-1588) (19 ans)         | |           |  |
|          | Henri II  | (1588-1646) (58 ans)         | |           |  |
|          | Louis II  | (1646-1686) (40 ans)         | dit le Grand Condé |           |  |
|          | Henri III | (1686-1709) (22 ans)         | |           |  |
|          | Louis III | (1709-1710) (1 an)           | |           |  |
|          | Louis IV  | (1710-1740) (30 ans)         | |           |  |
|          | Louis V   | (1740-1818) (78 ans)         | Parmi tous ses prédécesseurs, il est celui qui a détenu le titre pendant le plus longtemps, plus de 78 ans, et aussi le prince de Condé ayant vécu le plus longtemps, puisqu'il est mort à 81 ans. |           |  |
|          | Louis VI  | (1818-1830) (12 ans)         | |           |  |

## Filiation
Cet arbre généalogique prend en compte les descendants légitimes du prince Louis Ier. Par ailleurs, les enfants nés hors mariage* et les descendants en ligne féminine ne sont pas considérés comme membres de la maison de Condé. Les aînés de la maison de Condé sont en gras. Les noms en italique sont ceux des membres par alliance de la maison de Condé.
- Louis Ier (1530-1569) ∞ Éléonore de Roye, comtesse de Roucy (1539-1564) ∞ Françoise de Rothelin (1549-1601)
  - Henri Ier (1552-1588) ∞ Marie de Clèves (1553-1574) ∞ Charlotte de La Trémoille (1568-1629)
    - Catherine, marquise des Isles (1574-1595)
    - Éléonore (1587-1619) ∞ Philippe-Guillaume, prince d'Orange (1554-1618)
    - Henri II (1588-1646) ∞ Charlotte-Marguerite de Montmorency
      - le prince N. (1617-1617)
      - le prince N. (1618-1618)
      - le prince N. (1618-1618)
      - la princesse Anne-Geneviève (1619-1679) ∞ Henri, duc de Longueville (1595-1663)
      - Louis II (1621-1686) ∞ Claire-Clémence de Maillé (1628-1694)
        - Henri III (1643-1709) ∞ Anne du Palatinat (1648-1723)
          - Marie-Thérèse (1666-1732) ∞ François-Louis, prince de Conti (1664-1709)
          - Henri, duc de Bourbon (1667-1670)
          - Louis III (1668-1710) ∞ Louise-Françoise de Bourbon (1673-1743)
            - Marie-Gabrielle (1690-1760)
            - Louis IV (1692-1740) ∞ Marie-Anne (1689-1720) ∞ Caroline de Hesse-Rheinfels-Rotenburg (1714-1741)
              - Louis V (1736-1818) ∞ Charlotte de Rohan (1737-1760) ∞ Marie-Catherine Brignole (1737-1813)
                - Marie (1755-1759)
                - Louis VI (1756-1830) ∞ Bathilde d'Orléans (1750-1822)
                  - Louis-Antoine, duc d'Enghien (1772-1804)

                - Louise-Adélaïde (1757-1824)

            - Louise-Élisabeth (1692-1775) ∞ Louis-Armand II, prince de Conti (1695-1727)
            - Louise-Anne (1695-1758)
            - Marie-Anne (1697-1741)
            - Charles, comte de Charolais (1700-1760) ∞ Jeanne de Valois-Saint-Remy
            - Henriette-Louise (1703-1772)
            - Élisabeth-Alexandrine (1705-1765)
            - Louis, comte de Clermont-en-Argonne (1709-1771)

          - Anne (1670-1675)
          - Louis-Henri, comte de Clermont-en-Beauvaisis (1672-1677)
          - Louis-Henri, comte de La Marche (1673-1675)
          - Anne-Marie-Victoire (1675-1700)
          - Louise-Bénédicte (1676-1753) ∞ Louis-Auguste, duc de Maine (1670-1736)
          - Marie-Anne (1678-1718) ∞ Louis Joseph, duc de Vendôme (1654-1712)
          - la princesse N. (1679-1680)

        - Louis (1652-1653)
        - la princesse N. (1657-1660)

      - Armand, prince de Conti (1629-1666) ∞ Anne-Marie Martinozzi (1637-1672)
        - Louis (1658-1658)
        - Louis-Armand Ier, prince de Conti (1661-1685) ∞ Marie-Anne de Bourbon (1666-1739)
        - François-Louis, prince de Conti (1664-1709) ∞ Marie-Thérèse (1666-1732)
          - Marie-Anne (1689-1720) ∞ Louis, prince de Condé (1692-1740)
          - le prince N. (1693-1693)
          - le prince N. (1694-1698)
          - le prince Louis-Armand II, prince de Conti (1695-1727) ∞ Louise-Élisabeth (1693-1775)
            - Louis, comte de La Marche (1715-1717)
            - Louis-François, prince de Conti (1717-1776) ∞ Louise-Diane d'Orléans (1716-1736)
              - Louis-François-Joseph, prince de Conti (1734-1814) ∞ Marie-Fortunée d'Este (1731-1803)
              - le prince N. (1736-1736)

            - Louis-Armand, duc de Mercœur (1720-1722)
            - Charles, comte d'Alais (1722-1730)
            - Louise-Henriette (1726-1759) ∞ Louis-Philippe, duc d'Orléans (1725-1785)

          - Louise-Adélaïde (1696-1750)
          - la princesse N. (1697-1699)
          - Louis-François, comte d'Alais (1703-1704)

  - Marguerite (1556-1556)
  - Charles, comte de Valery (1557-1558)
  - François, prince de Conti (1558-1614) ∞ Jeanne de Coesme (1560-1601) ∞ Louise-Marguerite de Lorraine (1588-1631)
    - Marie (1610-1610)

  - le cardinal de Bourbon Charles (II), archevêque de Rouen (1562-1594) (le Charles X de la Ligue)
  - Louis, comte d'Anisy (1562-1563)
  - Madeleine (1563-1563)
  - Catherine (1564-1564)
  - Charles, comte de Soissons (1566-1612) ∞ Anne, comtesse de Montafié (1577-1644)
    - Louise (1603-1637) ∞ Henri, duc de Longueville (1595-1663)
    - Louis, comte de Soissons (1604-1641)
    - Marie, comtesse de Soissons (1606-1692) ∞ Thomas, prince de Carignan (1595-1656)
    - Charlotte-Anne (1608-1623)
    - Élisabeth (1610-1611)

  - Louis (1567-1568)
  - Benjamin (1569-1573)

## Possessions

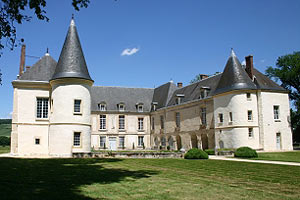
Château de Condé.

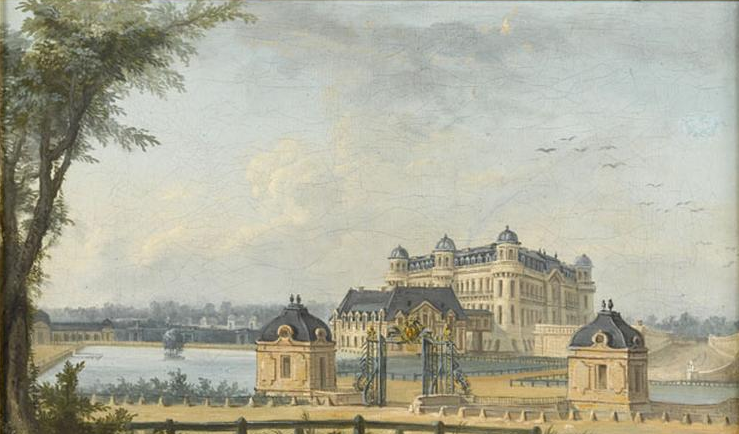
Château de Chantilly.

Liste non exhaustive des possessions tenues en nom propre ou en fief de la maison de Condé :
- château de Chantilly (1643-1830) ;
- château de Condé (1556-1624) ;
- palais Bourbon, à Paris ;
- hôtel de Bourbon-Condé, à Paris ;
- hôtel de Condé, à Paris ;
- hôtel de Condé, à Montluel ;
- maison forte de Montherot, à Balan (XVIIe siècle) ;
- château de Vallery, à Vallery (1564-1740) ;
- château de Montrond, à Saint-Amand-Montrond.